# Two Lovers
Two Lovers è un film del 2008 diretto da James Gray, interpretato da Joaquin Phoenix e Gwyneth Paltrow, presentato in corcorso al 61º Festival di Cannes.
La pellicola è stata distribuita nelle sale italiane il 27 marzo 2009.

## Trama
Leonard Kraditor, dopo aver affrontato una delusione d'amore e un periodo di depressione, culminato in un tentativo di suicidio seguito da un ricovero in ospedale psichiatrico, ritorna a casa e tenta nuovamente di togliersi la vita gettandosi in mare da un pontile. Mentre sta per annegare, ci ripensa e riesce a mettersi in salvo. Tornato a casa dai suoi genitori, nel popolare quartiere di Brighton Beach, a New York, fa amicizia con Sandra Cohen, figlia di una coppia di amici di famiglia.
Nei giorni seguenti incontra una nuova vicina di casa, Michelle, una ragazza attraente ed espansiva, dalla quale rimane folgorato. Leonard, in maniera timida e impacciata, fa di tutto per incontrarla di nuovo, e riesce ad uscire con lei. Dopo una serata in discoteca, però, scopre che la ragazza ha una difficile relazione con Ronald, un uomo sposato che paga l'affitto del suo appartamento. Michelle, che sembra vedere in Leonard un confidente, lo invita ad una cena a tre, con l'amante, affinché possa darle un parere da amico sulla loro relazione. Dopo qualche giorno Leonard accetta l'invito di Michelle, pur di accontentarla ed elemosinare le sue attenzioni.
Quella sera stessa, appena rientrato dalla frustrante cena, Sandra bussa alla porta. I suoi genitori, a cena con quelli di lei, l'hanno spinta a venire a fargli visita, fingendo che ciò fosse un suo desiderio. Leonard, incastrato, mentre col pensiero è tutto concentrato su Michelle, cerca di fare gli onori di casa, ma lei si rende conto che l'invito non è partito da lui. Per rimediare, Leonard la bacia teneramente e i due finiscono a letto insieme. Comincia così una relazione "ufficiosa" che trova l'apprezzamento delle due famiglie: i genitori iniziano a fare progetti sul loro futuro.
Una mattina, tuttavia, mentre è in compagnia di Sandra che gli ha portato un paio di guanti come regalo, Leonard riceve una chiamata da Michelle, che non si sente bene e ha bisogno di un medico. Il suo amante sembra essere sparito proprio nel momento del bisogno, così Leonard si precipita da lei e la accompagna in ospedale, dove la ragazza viene sottoposta ad un raschiamento, a seguito di un aborto spontaneo. Quella stessa notte la riporta a casa ma, mentre la sta mettendo a letto, improvvisamente sopraggiunge Ronald. Leonard si nasconde dietro la porta, mentre Michelle, delusa dall'assenza dell'amante in quel momento di difficoltà, chiede a quest'ultimo di andarsene e lasciarla riposare. Una volta soli, Michelle prega Leonard di restare un poco e scriverle qualcosa sul braccio con il dito, come faceva sua madre per farla addormentare. Mentre lei scivola nel sonno, con l'indice lui compone le parole "I love you".
Due settimane più tardi i due si incontrano nuovamente e Michelle lo informa di aver rotto con Ronald. Leonard, a quel punto, le dichiara il suo amore e la bacia appassionatamenre. Michelle, confusa, gli confessa che ha intenzione di trasferirsi a San Francisco, non potendo più rimanere nell'appartamento. Leonard, al settimo cielo, si propone per l'acquisto dei biglietti e per l'organizzazione del viaggio: vuole partire assieme a lei il giorno dopo, capodanno. L'indomani, dopo un appuntamento col padre di Sandra, il quale gli prospetta un futuro lavorativo nella sua azienda, Leonard si reca ad acquistare un costoso anello di fidanzamento per Michelle. La sera cerca di lasciare inosservato la casa dei genitori, mentre la cena per il nuovo anno è in pieno svolgimento, ma la madre lo sorprende sulle scale: lui le assicura che sarà felice e la saluta con un abbraccio.
Ma Michelle tarda all'appuntamento per andare all'aeroporto. Quando arriva, scura in viso, gli confessa di non voler più partire, perché Ronald ha lasciato moglie e figli: intendono sposarsi e Leonard viene piantato in asso. Col cuore spezzato, si dirige alla spiaggia per gettare in acqua l'anello e, forse, per un ulteriore tentativo di suicidio ma, mentre è incerto sulla battigia, uno dei guanti che Sandra gli aveva regalato cade in acqua e lui, raccogliendolo, si rende conto che forse è il caso di considerare almeno una possibilità insieme a lei. Così, dopo aver recuperato il gioiello, torna a casa dei suoi, dove la festa di capodanno è ancora in corso: si siede vicino a Sandra e, fingendo di essere felice, le regala l'anello destinato a Michelle. I due si abbracciano mentre gli occhi di Leonard, pieni di lacrime, guardano lontano.

## Riconoscimenti
- 2008 - Festival di Cannes
  - Nomination Palma d'oro a James Gray
- 2009 - Premio César
  - Nomination Miglior film straniero a James Gray
- 2010 - Independent Spirit Awards
  - Nomination Miglior regia a James Gray
  - Nomination Miglior attrice protagonista a Gwyneth Paltrow
- 2009 - National Board of Review Awards
  - Migliori film indipendenti
- 2009 - ALMA Award
  - Nomination Miglior attore protagonista a Joaquin Phoenix
- 2008 - Chicago International Film Festival
  - Nomination Gold Hugo a James Gray
- 2010 - Online Film Critics Society Awards
  - Nomination Miglior attore protagonista a Joaquin Phoenix
- 2011 - Sant Jordi Awards
  - Miglior attore straniero a Joaquin Phoenix